# Aczanan
Aczanan – wieś w Armenii, w prowincji Sjunik. W 2011 roku liczyła 164 mieszkańców.